# Zarrantz
Zarrantz en basque (Zarranz en espagnol) est un village situé dans la commune d'Imotz dans la Communauté forale de Navarre, en Espagne. Il est doté du statut de concejo.
Zarrantz est situé dans la zone linguistique bascophone de Navarre.

## Géographie
Le village est situé dans un cul-de-sac au pied d'une montagne, qui est surplombée par le mont Zarrantzmendi (883m), dans le massif d'Erga.

## Langues
Cette commune se situe dans la zone bascophone de la Navarre dont la population totale en 2018, comprenant 64 municipalités dont Imotz, était bilingue à 60.8%, à cela s'ajoute 10.7% de bilingues réceptifs. En 2011, 53.2% de la population d'Imotz ayant 16 ans et plus avait le basque comme langue maternelle.

## Patrimoine

### Patrimoine religieux
- L'église paroissiale de San Mikel (Saint Michel)[4].